# Robert Triffin
Robert Triffin (* 5. Oktober 1911 in Flobecq; † 23. Februar 1993 in Ostende) war ein belgisch-US-amerikanischer Ökonom.

## Leben
Robert Triffin studierte zuerst Recht und dann Wirtschaft an der Université catholique de Louvain. 1935 zog Triffin in die USA, wo er 1938 in Harvard promovierte. Die Verwendung der Kreuzpreiselastizität als Indikator der Stärke konkurrierender Unternehmen geht auf seine 1941 entwickelte Theorie zurück und wird danach auch Triffinscher Koeffizient genannt.
Nach Unterrichtstätigkeit in den USA kehrte Triffin 1948 als Funktionär des IWF nach Europa zurück. Im Jahr 1959 machte er auf einen Konstruktionsfehler des Bretton-Woods-Systems aufmerksam, der als „Triffin-Dilemma“ bekannt wurde. 1963 wurde er in die American Academy of Arts and Sciences gewählt. Die Académie royale des Sciences, des Lettres et des Beaux-Arts de Belgique nahm ihn im Dezember 1965 als assoziiertes Mitglied auf. Er setzte sich später mit der Europäischen Währungsunion auseinander und sah bei ihrer Entstehung weniger ökonomische als politische Probleme.

## Werke (Auswahl)
Aufsätze
- The international role and fate of the dollar. In: Foreign affairs, Bd. 57 (1978/79), S. 269–286.

Bücher
- Europe and the Money Muddle. Greenwood Press, Westport, Conn. 1976, ISBN 0-8371-9026-6 (Nachdr. d. Ausg. New Haven, Conn. 1957).
- Gold and the Dollar Crisis. The future of convertibility. Garland, New York 1983, ISBN 0-8240-5258-7 (Nachdr. d. Ausg. Princeton, N.J. 1978).
- Monopolistic competition and general equilibrium theory. 8. Aufl. University Press, Cambridge, Mass. 1971 (Harvard economic studies; 67).
- Wegweiser vom Währungswirrwarr („The world money maze“). Berlin-Verlag, Berlin 1967.